# Bajpur
Bajpur es una ciudad y municipio situada en el distrito de Udham Singh Nagar,  en el estado de Uttarakhand (India). Su población es de 25524 habitantes (2011). 

## Demografía
Según el censo de 2011 la población de Bajpur era de 25524 habitantes, de los cuales 13643 eran hombres y 11881 eran mujeres. Bajpur tiene una tasa media de alfabetización del 80,73%, superior a la media estatal del 78,82%: la alfabetización masculina es del 86,75%, y la alfabetización femenina del 73,82%.